# مانوئل نگرته آریاس
مانوئل نگرته آریاس (اسپانیایی: Manuel Negrete Arias‎؛ زادهٔ ۱۱ مارس ۱۹۵۹) بازیکن بازنشسته و مربی فوتبال اهل مکزیک و از اعضای سابق تیم ملی فوتبال مکزیک است.
از باشگاه‌هایی که در آن بازی کرده می‌توان به باشگاه فوتبال اسپورتینگ پرتغال، باشگاه فوتبال مونتری و باشگاه فوتبال اسپورتینگ خیخون اشاره کرد.
گل نمایشی او به بلغارستان در مرحله یک هشتم پایانی جام جهانی ۱۹۸۶ در نظرسنجی سال ۲۰۱۸ سایت فیفا به عنوان برترین گل ادوار جام جهانی انتخاب شد.